# Mehko tkivo
Mehka tkiva so v anatomiji tkiva, ki povezujejo, obdajajo organe ali jim dajejo oporo in niso kostnina. Vključujejo kite, vezi (ligamente), mišične ovojnice, kožo, fibrozno tkivo, maščevje in sinovijske membrane (ki spadajo med veziva) ter mišičnino, živčnino in krvne žile (ki niso veziva).
Včasih jih opredelimo tudi s tem, kar niso: mehka tkiva so neepitelijska, ekstraskeletna mezenhimska tkiva, brez retikuloendotelijskega sistema in glije.

## Zgradba
Značilne sestavine znotraj zunajceličnega matriksa mehkih tkiv so kolagen, elastin in osnovna snov. Zaradi slednje so mehka tkiva po navadi zelo dobro hidrirana. Najpogostnejše celice so fibroblasti, ki so odgovorni za tvorbo vlaken in osnovne snovi. To vlogo lahko prevzamejo tudi različice fibroblastov, kot so hondroblasti..